# Hans Gronewald

Hans Gronewald

Johannes Gronewald (genannt Hans; * 9. Juni 1893 in Buisdorf; † 9. August 1972 in Osnabrück) war ein deutscher Politiker (NSDAP). Er war Mitglied des Reichstages, Mitglied des Landtages und Landrat.

## Leben und Beruf
Johannes Gronewald, der sich selbst Hans nannte, musste nach dem Tod seiner Mutter vorzeitig das Gymnasium in Bonn verlassen, um eine dreijährige Lehrzeit als Medizinaldrogist zu absolvieren. Nach einer Tätigkeit als reisender Kaufmann wurde er Filialleiter einer Apotheke in Osnabrück. Vom Mai 1915 bis November 1918 nahm er als Frontkämpfer in Frankreich am Ersten Weltkrieg teil. Nach dem Krieg nahm er seinen alten Beruf wieder auf. 1933 wurde er im Zuge der Gleichschaltung zum Regierungsrat bei der Bezirksregierung in Osnabrück berufen. Dort war er für die Bereiche Preisregulierung und Nahrungsmittelpolizei eingesetzt. 1934 kam Gronewald als NSDAP-Kreisleiter nach Leer, für einige Monate amtierte er zugleich als kommissarischer Kreisleiter in Aurich. Im April 1935 wurde er hauptamtlicher Landrat des Kreises Aschendorf-Hümmling, zunächst kommissarisch, seit 1936 endgültig. Hier amtierte Gronewald formal bis zum 8. Mai 1945 und gab sich gegenüber dem fanatischen NSDAP-Kreisleiter Gerhard Buscher (1891–1971) als mäßigende Kraft. Seit 1942 war Gronewald kommissarisch zeitweilig auch Meppener Landrat.
Der NS-Aktivist war bis Oktober 1945 in Esterwegen, dann bis Dezember 1946 in Fallingbostel interniert. Seine Rückkehr nach Aschendorf/Ems löste heftige, aber vergebliche Proteste aus. 1949 war Gronewald Mitangeklagter in einem Prozess in Osnabrück um die Zerstörung der jüdischen Bethäuser in Sögel und Werlte. Nach dem Ende der Internierung war Gronewald Reisevertreter, bis er Anfang 1956 in den Ruhestand trat.

## Politische Tätigkeit
Gronewald trat 1923 bzw. erneut nach der Aufhebung des zwischenzeitlichen Parteiverbots zum 1. September 1925 in die NSDAP ein (Mitgliedsnummer 16.029). Vorher war er bereits im Stahlhelm organisiert gewesen. Zunächst die rechte Hand des Osnabrücker NSDAP-Bezirksleiters Otto Marxer (1896–1942), wurde er im Mai 1929 zum stellvertretenden Bezirksführer und im September 1930 selbst zum Führer der NSDAP im Regierungsbezirk Osnabrück ernannt. Gronewald fungierte im November 1930 außerdem als Kreisleiter des Kreises Wittlage, den man aber bald dem Bezirk Osnabrück-Land eingliederte. Im April 1932 wurde Gronewald ebenso wie im März 1933 in den Preußischen Landtag gewählt, dem er bis zur Auflösung angehörte. Im März 1933 zog er zugleich in das Osnabrücker Bürgervorsteher-Kollegium (= Stadtrat) ein. Im November 1933 kam der weithin bekannte NS-Aktivist in den gleichgeschalteten Reichstag. Sein Amt als Gauinspekteur in der NSDAP verlor er 1934. Überdies stufte man ihn zur „Reichstagswahl“ von 1936 auf einen aussichtslosen Listenplatz zurück, offensichtliches Zeichen seines Bedeutungsverlustes innerhalb der Partei, wobei er wohl im Machtkampf zwischen Gauleiter Carl Röver und dem Osnabrücker Regierungspräsidenten Bernhard Eggers zwischen die Fronten geraten war.
In namentlicher Abstimmung wurde Hans Gronewald in der Ratssitzung vom 2. April 1946  das ihm zuerteilte Ehrenbürgerrecht aberkannt.
Nach Aufhebung des politischen Betätigungsverbots kandidierte Gronewald zur niedersächsischen Landtagswahl von 1955 für die Deutsche Partei. Von April 1961 bis September 1964 gehörte er für die Deutsche Partei dem Rat der Stadt Aschendorf an.